# Észak Háza

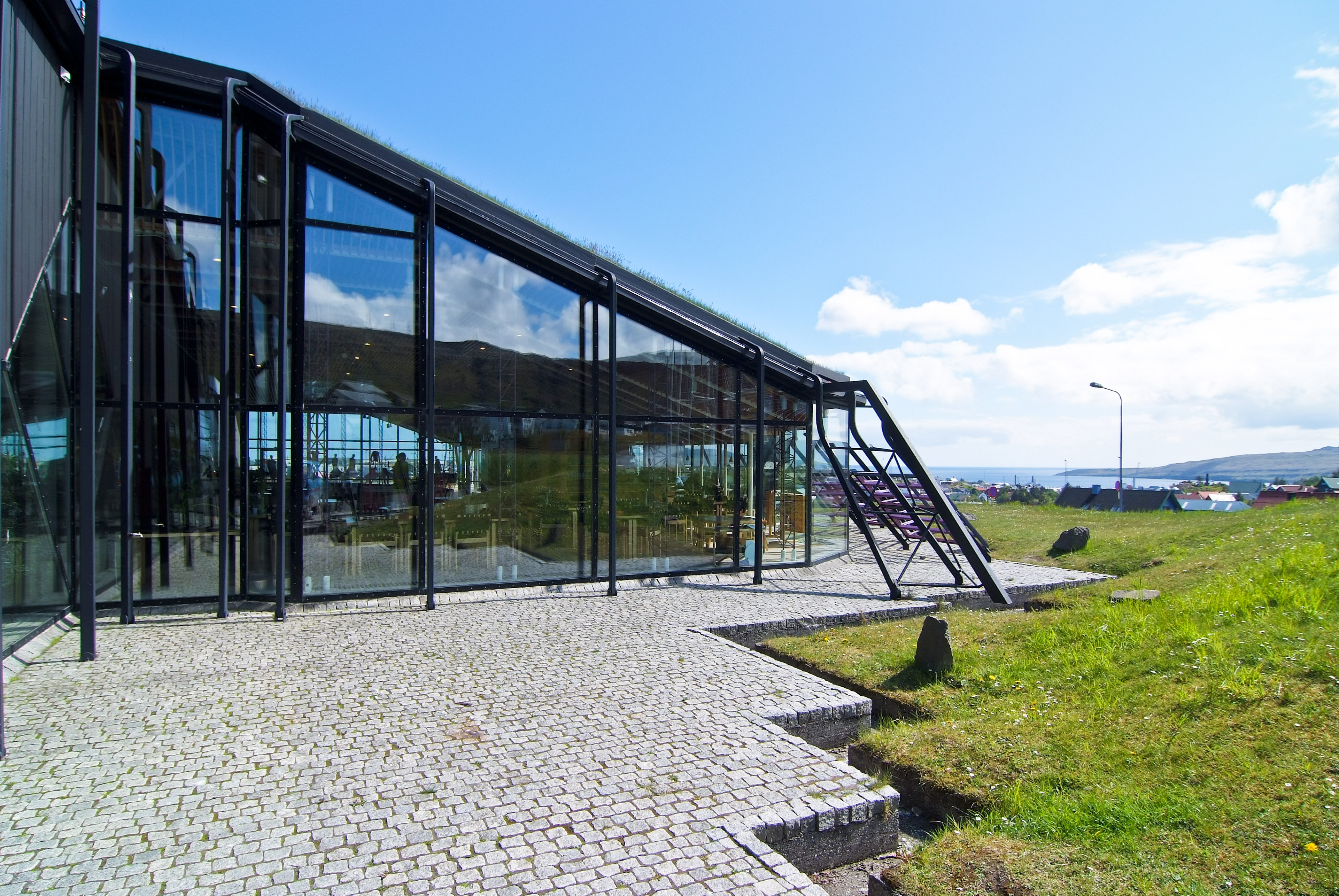
Az épület kívülről

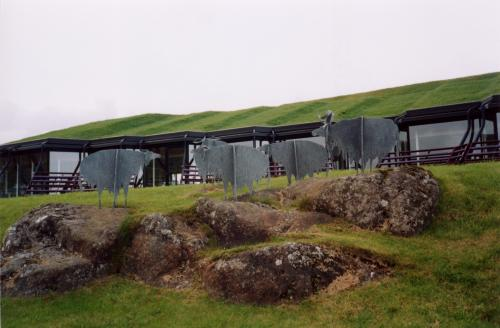
Az Észak Háza tájba simuló épülete

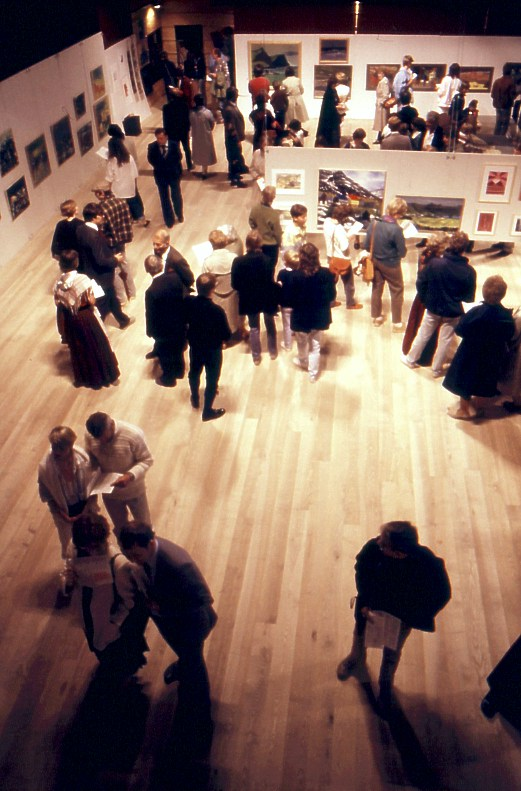
Feröeri festők kiállítása a táncteremben

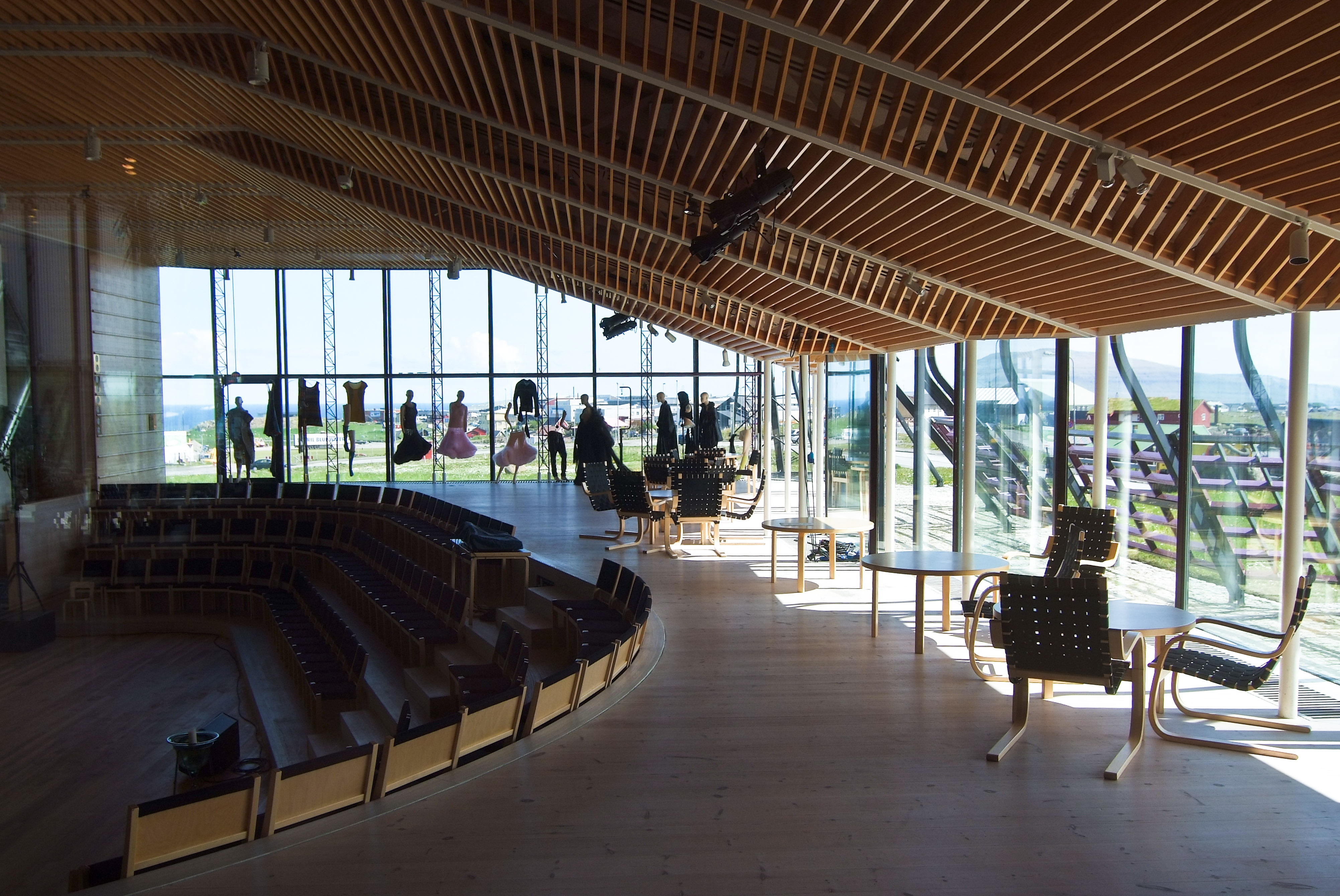
A Klingran

Az Észak Háza (feröeriül: Norðurlandahúsið) Feröer legfontosabb kulturális és konferenciaközpontja. 1983-ban avatták fel Tórshavnban. Célja a feröeri és skandináv kultúra támogatása, de az egész világról érkeznek ide művészek, hogy fellépjenek vagy kiállítsanak. Az épület koncerteknek, színházi előadásoknak, kiállításoknak és konferenciáknak ad otthont.
Az Észak Háza modern, fűtetős építészeti kialakításáról is nevezetes; nem utolsósorban ennek köszönhető, hogy a hagyományos fűtető az 1980-as évek óta reneszánszát éli a szigetcsoport kortárs építészetében. Az üveghomlokzatnak és a magasabb fekvésnek köszönhetően szép kilátás nyílik Tórshavnra, a tengerre és Nólsoy szigetére.

## Történelem
Az Észak Háza ötletadója Erlendur Patursson (1913-1986) volt, Feröer egykori képviselője az Északi Tanácsban. 1977-ben egész Skandináviára kiterjedő építészeti tervpályázatot írtak ki. A 158 résztvevő közül végül a norvég Ola Steen és az izlandi Kollbrún Ragnarsdóttir tervét ítélték a legjobbnak. Az Északi Tanács fedezte az építési költség (összesen 70 millió feröeri korona) mintegy kétharmadát, ezért a ház egyfajta képviselete is a nemzetközi szervezetnek. A fennmaradó részt a feröeri kormány állta.
2008-ban egy új szárnnyal bővítették az épületegyüttest.
A ház 1983. május 8-án nyílt meg. Az üzemeltetési költségek 92%-át az Északi Tanács, a többit a feröeri kormány fedezi. Az intézményt egy nemzetközi (skandináv tagokból álló) kuratórium vezeti.

### Igazgatók
Az intézmény eddigi igazgatói:
1. Steen A. Cold ( Dánia) 1983-1984
2. Hjörtur Pálsson ( Izland) 1984-1985
3. Karin Flodström ( Svédország)  1985-1989
4. Jan Kløvstad ( Norvégia) 1989-1994
5. Peter Turtschaninoff ( Finnország) 1994-1999
6. Helga Hjörvar ( Izland) 1999-2005
7. Niels Halm ( Dánia) 2005-

## Építészeti kialakítás
A kétemeletes Észak Háza a skandináv építészeti tradíciók alapján épült egy norvég és egy izlandi építész tervei alapján. Acélszerkezete és hatalmas üvegfelületei Dániából, származnak. Tetőszerkezete izlandi, és zöldellő feröeri fűtetejével simul a tájba. Belül norvég gránitpadló fogadja a látogatót (Feröeren egyébként csak bazalt található). A belső térben  finn székeken ülhet, a falakat pedig svéd faburkolat borítja.
A tágas és világos előcsarnok köti össze az épület különböző termeit és helyiségeit: a kávézót, a speciális parkettaborítású tánctermet (a feröeri lánctánc és kiállítások számára) és a 380 fő befogadására alkalmas nagytermet. Ezen kívül van még egy napfényes, amfiteátrum-szerű terem (a Klingran), amelyet össze lehet nyitni a nagyteremmel.